# 小行星12301
小行星12301（12301 Eötvös）是一颗绕太阳运转的小行星，为主小行星带小行星。该小行星于1991年9月4日发现。该小行星的名字得名自匈牙利著名科学家厄特沃什·罗兰。

## 轨道参数
小行星12301的轨道半长轴为2.3697505 UA，离心率为0.236。